# Şirin Tekeli
Șirin Tekeli (n. 28 februarie 1944, Ankara, Turcia – d. 13 iunie 2017, Bodrum, Provincia Muğla, Turcia) a fost o feministă, academiciană, traducătoare, scriitoare, activistă și una dintre pionierii celui de-al doilea val al feminismului în Turcia.

## Carieră
Tekeli a studiat la Departamentul de Stiințe Politice al Universității din Lausanne. În 1967, s-a întors în Turcia și a devenit prima femeie care a intrat la catedra de științe politice la Universitatea din Istanbul. În 1973 și-a obținut doctoratul cu o teză despre teoria sistemelor lui David Easton. În 1978, ea a obținut titlul de profesor asociat cu teza de abilitare privind participarea femeilor la politică numită Kadınlar ve Siyasal Toplumsal Hayat („Femeile și viața politică socială”), teză care la acea vreme era „controversată”. Această teză a avut un mare efect asupra ideologiei ei, își amintește ea:
„Eram o „feministă timidă”, dar când am terminat-o am văzut clar că femeile erau oprimate, exploatate și excluse din sfera publică. Nu capitalismul făcea asta, ci dominația masculină”. 
După teză, a început să studieze alegerile din Turcia. S-a întors în Franța și a petrecut anul universitar 1979–1980 la Centrul Național de Cercetare Științifică (Centre National de la Recherche Scientifique) (CNRS) cu o bursă, învățând cartografie. În această perioadă, a format o bază de date computerizată, cu toate datele referitoare la alegerile din Turcia, și a studiat sociologia alegerilor în mediul urban cu Jean Ranger și echipa sa. În 1980-81 a organizat un seminar de sociologie politică.

## Activism
După ce a părăsit mediul academic, a început un rol activ în mișcarea feministă din Turcia. Văzând anii 80 ca fiind „anii de acțiune”,  s-a dedicat ameliorării situației femeilor și sensibilizării autorităților pe acest subiect, în Turcia, prin campanii și proteste. În anii 90, au început „anii instituționalizării”,, așa cum îi numește ea: Tekeli s-a concentrat pe crearea de asociații și fundații.

### Ani de acțiune
Ca urmare a deciziei Turciei de a nu modifica legea civică în conformitate cu Convenția privind eliminarea tuturor formelor de discriminare împotriva femeilor (CEDAW), în 1986, ea a luat parte la o petiție prin care a cerut modificări ale constituției, legilor și practicii, în conformitate cu prevederile contracta.
La 17 mai 1987, ea a participat la primul protest legal după lovitura de stat militară și a cerut încetarea violenței domestice.

## Premii
În 1996, a fost distinsă cu Ordre des Palmes Académiques de către Ministerul Cultural al Franței.

## Viața personală și moartea
Șirin Tekeli a fost căsătorită cu avocatul Ahmet Tekeli, cu care s-a întâlnit în timp ce studia la Universitatea din Lausanne. Căsătoria ei a durat până în 2010, când Ahmet Tekeli a murit. Pentru amintirea sa, Șirin Tekeli a folosit bunurile pe care i le-a lăsat pentru a fonda Asociația Șirin-Ahmet Tekeli pentru sprijinirea femeilor avocate.
În 2017 Centrul de Studii de Gen și ale Femeii de la Universitatea Sabancı a început să acorde un premiu de cercetare în memoria lui Șirin Tekeli: „ The Șirin Tekeli Research Award ”. Acest premiu a fost creat pentru a sprijini și promova cercetarea care se concentrează pe gen în Turcia.